# The Masquerader
The Masquerader (br: Carlitos coquete / pt: Charlot faz de vedeta) é um filme mudo de curta-metragem estadunidense de 1914, produzido por Mack Sennett para os Estúdios Keystone, escrito, dirigido e protagonizado por Charles Chaplin.
É o décimo filme dirigido por Chaplin, e o segundo escrito por ele, além de ser o segundo dos três filmes em que ele aparece usando trajes femininos. A cena em que Chaplin, vestido de mulher, joga charme sobre o diretor não aparece, pois situações como esta eram pouco usadas nos filmes na época.

## Sinopse
Chaplin interpreta um ator trabalhando em um estúdio de cinema. Ele corteja as damas, erra suas falas e estraga as cenas, até ser afastado pelo diretor. Chaplin retorna vestido como mulher e fascina a todos com seu comportamento encantador e acaba sendo contratado. Porém, a impostura é descoberta e começam as correrias, durante as quais ele cai num poço.

## Elenco
- Charles Chaplin .... ator
- Roscoe Arbuckle .... ator
- Chester Conklin .... ator
- Charles Murray .... diretor
- Jess Dandy .... ator / vilão
- Minta Durfee .... mocinha
- Cecile Arnold .... atriz
- Vivan Edwards .... atriz
- Harry McCoy .... ator
- Charley Chase .... ator